# Леаче
Леаче (ісп. Leache) — муніципалітет в Іспанії, у складі автономної спільноти Наварра. Населення — 55 осіб (2009).
Муніципалітет розташований на відстані близько 310 км на північний схід від Мадрида, 30 км на південний схід від Памплони.

## Демографія
Динаміка населення (INE ):